# 拉罗什布朗什
拉罗什布朗什（法語：La Roche-Blanche，法語發音：[la ʁɔʃ blɑ̃ʃ] ⓘ）是法国多姆山省的一个市镇，位于该省中部，属于克莱蒙费朗区。

## 地理
拉罗什布朗什（45°42'2"N, 3°7'35"E）面积11.6 平方千米，位于法国奥弗涅-罗讷-阿尔卑斯大区多姆山省，该省份为法国中南部省份，北起阿列省接壤，东临卢瓦尔省，南至上盧瓦爾省和康塔爾省，西接科雷兹省和克勒兹省。
与拉罗什布朗什接壤的市镇（或旧市镇、城区）包括：佩里尼亚-莱萨尔列沃、勒克雷斯、奥尔塞、奥弗涅地区库尔农、罗马尼亚、沙诺纳。

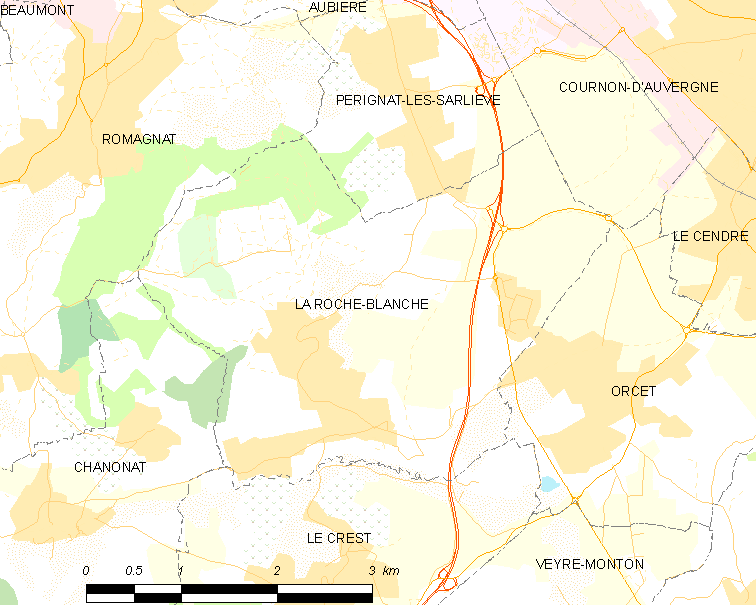
拉罗什布朗什的OSM定位图

拉罗什布朗什的时区为UTC+01:00、UTC+02:00（夏令时）。

## 行政
拉罗什布朗什的邮政编码为63670，INSEE市镇编码为63302。

## 政治
拉罗什布朗什所属的省级选区为莱马特尔德韦尔县。

## 人口

1962-2008年间拉罗什布朗什人口变化图示

拉罗什布朗什于2022年1月1日时的人口数量为3373人。